# Kwabs
Квабена Саркоди Аджепонг, более известный под сценическим именем Квэбс (Kwabs), родился 24 апреля 1990 года, британский певец, его песня «Walk» стала мировым хитом.

## Карьера
Квабена Саркоди родился в Лондоне в семье выходцев из Ганы и воспитывался приемными родителями в Bermondsey, на юге лондонского боро Саутуарк англ. London Borough of Southwark. Его учитель по музыке, этномузыковед и организатор юношеского оркестра в Саутуарке (Southwark Youth Orchestra), Ксанте Сар (Xanthe Sarr), представил Квабену в международном джазовом оркестре. Будучи принятым в программу, Квабс был ведущим вокалистом в оркестре на протяжении трех лет. После выпуска он обучался джазу в Королевской академии музыки Royal Academy of Music.
В 2011 году участвовал в телевизионном шоу известного британского музыканта и продюсера Goldie (настоящее имя Клиффорд Джозеф Прайс) Goldie's Band: By Royal Appointment на BBC, где искали молодых и талантливых музыкантов со всего Объединённого королевства, из которых были отобраны двенадцать человек, чтобы они создали некоторые музыкальные фрагменты для специального выступления в Букингенском дворце Buckingham Palace. Таким образом на презентации в 2011 году, на которой присутствовал Принц Гарри, Квабс выступил с песней «Sometimes I Feel Like a Motherless Child» (Иногда я чувствую себя сиротой).
В 2012 году певец выпустил каверы на песни «Like a Star» Corinne Bailey Rae и «The Wilhelm Scream» James Blake. Версии Квабса быстро стали популярными на YouTube. Он подписал контракт со звукозаписывающей компанией Atlantic Records, сотрудничая с некоторыми другими музыкантами, для создания дебютного мини-альбома «Wrong or Right», получившего одобрение критиков. Последующие мини-альбомы «Pray for Love» и «Walk» больше звучат в стиле поп, а песня Walk из мини-альбома «Walk», выпущенного 5 октября 2014 года на Atlantic Records, стала хитом. Несмотря на то, что в Объединённом королевстве она заняла лишь 71 место в UK Singles Chart, зато набрала огромную популярность в Германии, Австрии и Швейцарии, также занимала первую строчку в iTunes Music charts.
в 2021 и 2022 выпустил два трека *signals* и *hurt a little*. 

## Личная жизнь
сейчас квэбс женат на российской певице машаmusik. 

## В массовой культуре
Песня «Walk» стала саундтреком в EA видеоигре FIFA 15.

## Дискография
Love + War 11 Сентября 2015

### Мини-альбомы
| №  | Название                            | Длительность |
| -- | ----------------------------------- | ------------ |
| 1. | «Wrong or Right»                    | 3:36         |
| 2. | «Last Stand»                        | 3:28         |
| 3. | «Spirit Fade»                       | 5:06         |
| 4. | «Wrong or Right (Ben Pearce Remix)» | 6:07         |

| №  | Название          | Длительность |
| -- | ----------------- | ------------ |
| 1. | «Pray for Love»   | 3:16         |
| 2. | «Into You»        | 3:26         |
| 3. | «Something Right» | 2:52         |
| 4. | «Brother»         | 4:27         |

| №  | Название                                                       | Длительность |
| -- | -------------------------------------------------------------- | ------------ |
| 1. | «Walk»                                                         | 3:34         |
| 2. | «Saved»                                                        | 3:56         |
| 3. | «Walk (Jaded Remix)» (featuring Jaded)                         | 5:30         |
| 4. | «Walk (Royce Wood Junior Remix)» (featuring Royce Wood Junior) | 3:44         |

### Синглы
| Year | Single | Peak positions | Peak positions | Peak positions | Peak positions | Peak positions | Peak positions | Peak positions | Peak positions | Album / EP |
| Year | Single | UK             | AUT            | BEL (Vl)       | BEL (Wa)       | GER            | NLD            | NOR            | SWI            | Album / EP |
| ---- | ------ | -------------- | -------------- | -------------- | -------------- | -------------- | -------------- | -------------- | -------------- | ---------- |
| 2014 | «Walk» | 71             | 3              | 53*            | 59*            | 1              | 98             | 12             | 4              | Walk EP    |

*Did not appear in the official Belgian Ultratop 50 charts, but rather in the bubbling under Ultratip charts. For Ultratip peaks, added 50 positions to arrive at an equivalent Ultratop position.
Music videos
- 2014: «Wrong or Right»
- 2014: «Pray for Love»
- 2014: «Walk»
- 2015: «Perfect Ruin»